# Rebelión (novela)
Rebelión es una obra de ficción creada por el periodista Julio Fuentes y editada en el año 2000 por Plaza & Janes, ambientada en la Europa de finales del siglo XXI. La novela es continuación de Resistencia Humana publicada en 1998.

## Argumento
Ambientada en torno al final del siglo XXI, de hecho la historia acaba en la Nochevieja del último año del siglo XXI, narra el enfrentamiento entre los deseos de libertad de los ciudadanos, de algunos ciudadanos y el potente entramado de burócratas, ejército y medios de comunicación controlados y comandados por el líder de la Unión Europea, que en una clara intención de identificación con grupos o partidos de inspiración marxista u organizaciones internacionales, más que estados nacionales, es nombrado Secretario General y no Presidente, Mateo Peña.
- Datos: Q6102342